# Magdalena Jadwiga Rutkiewicz-Luterek
Magdalena Jadwiga Rutkiewicz-Luterek, również jako Magdalena Jadwiga Rutkiewicz (ur. 26 stycznia 1962) – polska kostiumograf.
Absolwentka polonistyki na Wydziale Filologicznym Uniwersytetu Łódzkiego. Członkini Polskiej Akademii Filmowej. Laureatka nagrody za kostiumy na Festiwalu Polskich Filmów Fabularnych w Gdyni oraz trzykrotna laureatka Polskiej Nagrody Filmowej, Orzeł w kategorii najlepsze kostiumy (ponadto – nominowana w tej kategorii).
Córka reżysera i kostiumografa Jana Rutkiewicza i kostiumograf Jadwigi Rutkiewicz-Mikulskiej.

## Wybrana filmografia
jako autorka kostiumów:
- Pułkownik Kwiatkowski (1995)
- Nic śmiesznego (1995)
- Świadek koronny (2007)
- Boisko bezdomnych (2008)
- Róża (2011)
- Yuma (2012)
- Obława (2012)
- Miasto 44 (2014) – kostiumy wojskowe
- Karbala (2015)
- Wołyń (2016) – kostiumy (wojskowe)
- Wesele (2021)

## Nagrody i nominacje
- 2008 – Nagroda za kostiumy do filmu Boisko bezdomnych na Festiwalu Polskich Filmów Fabularnych w Gdyni
- 2009 – nominacja do Orła za kostiumy do filmu Boisko bezdomnych
- 2013 – Orzeł za kostiumy do filmu Obława
- 2015 – Orzeł za kostiumy do filmu Miasto 44
- 2017 – nominacja do Orła za kostiumy do filmu Wołyń
- 2017 – Orzeł za kostiumy do filmu Wołyń
- 2022 – Nagroda indywidualna za kostiumy do filmu Wesele na Festiwalu Polskich Filmów Fabularnych w Gdyni[2]